# Far skal giftes
Far skal giftes er en dansk film fra 1941, instrueret af Lau Lauritzen jun. Manuskriptet er af Børge Müller efter et teaterstykke af Axel Frische.

## Medvirkende
- Helge Kjærulff-Schmidt
- Ellen Gottschalch
- Berthe Qvistgaard
- Bodil Kjer
- Poul Reichhardt
- Maria Garland
- Eigil Reimers
- Edvin Tiemroth
- Ib Schønberg